# جبهه متحد کرد
جبهه متحد کرد، حزبی است سیاسی که هدف خود را پیشبرد برنامه‌های توسعه اقتصادی و اجتماعی در کشور ایران و از جمله مناطق کردنشین، تأمین رفاه مردم و جلوگیری از تبعیض قرار داده. این جبهه در اوایل سال ۱۳۸۴ با همکاری جمعی از فعالان سیاسی و فرهنگی کرد بنیان نهاده‌شد.
بنیانگذاران جبهه متحد کرد محورهای اصلی فعالیت این گروه را «دموکراسی‌خواهی، عدالت اجتماعی و توسعه متوازن» در چارچوب قانون اساسی ایران اعلام داشته و بر حق شهروندان در انتخابات تأکید ورزیده‌اند.

## ساختار و رهبری حزب
این جبهه شورای رهبری ۲۵ نفره‌ای از ۵ استان (تهران، کردستان- کرمانشاه- ایلام- آذربایجان غربی) دارد که در تهران مدیریت می‌گردد.
شورای رهبری جبهه متحد کرد در تهران شخصیت‌ها و فعالان سیاسی و فرهنگی و اجتماعی سرشناس و برجسته‌ای همچون بهاالدین ادب-صالح نیکبخت - بایزید مردوخی - حسین شاه‌ویسی - محمد باقر ضیایی - جلال جلالی زاده - آزاد محمدیانی - پروین کریمی - عبدالعلی شمس برهان - مهندس عبدالله سهرابی - محمدرئوف قادری - علی‌اکبر نقی‌پور - رحیم فرهمند -و تعدادی دیگر از شخصیت‌های کرد در مناطق کرد نشین و تهران را شامل می‌گردد.

هیئت مؤسس جبهه متحد کرد: بهاءالدین ادب، بایزید مردوخی، حسین شاهویسی، عبدالعلی شمس برهان، محمدباقر ضیایی

## خلاصه مرام نامه
- جبهه متحد کرد، جبهه کردهایی نیست که علیه ملتی یا مردمانی یا فرهنگ و عقیده‌ای متحد شده باشند
- جبهه متحد کرد، جبهه کردهایی است که برای دفاع از آرمانهای انقلاب بهمن ۵۷ و مطالبات و اهداف ملت‌های ایران متحد شده‌اند
- جبهه متحد کرد، جبهه همه ایرانیانی است که برای تحقق دمکراسی، عدالت اجتماعی و توسعه متوازن تلاش می‌کنند!
- جبهه متحد کرد از همه دلسوزان اهداف وآرمانهای انقلاب سال ۱۳۵۷ و همه کسانی که دل در گرو ساختن ایرانی آباد و شادمان دارند، دعوت به همکاری می‌کند.

## تاریخچه
جمعیت کردهای ایران حداقل ۱۰ میلیون نفر است و یک هفتم نفوس ایران را تشکیل می‌دهند. مردم کرد و اساساً مناطق کردنشین دهه‌ها است با مشکلاتی مواجه‌اند که از یک طرف موجب رنجش روحی و تاریخی آنها، عقب ماندگی همه‌جانبه و به ویژه اقتصادی این مناطق، مسدود شدن راه‌های مشارکت این بخش ازمردم کشور در مدیریت خرد و کلان کشور و بالطبع محروم ماندن کشور از نیروهای خلاق و سازنده بیش از ده میلیون ایرانی، شده است. این جدایی و محرومیت، در قبل از انقلاب وجود داشت و به دلایلی که به آن پرداخته خواهد شد، بعد از انقلاب نیز ادامه یافت. جبه متحد کرد در دوره ششم مجلس شورای اسلامی و توسط بهاالدین ادب پایه‌گذاری و منجر به تشکیل این جبهه شد.
«جبهه متحد کرد» در دوران بهاالدین ادب توانست با مشارکت فعال همه شوراهای استانی، بنیانهای یک نهاد اجتماعی، از جمله تدوین اساسنامه و برخی آئین‌نامه‌های کمیته‌ها را آماده کند. در همین دوره شوراهای استانی در استان‌های ایلام، کرمانشاه، کردستان، آذربایجان غربی و تهران شکل گرفته و فعایت خود را آغاز کردند.
بنیانگذاران جبهه بر این اعتقاد بودند که حل مشکلات موجود از دو طریق ممکن است:
- ارتقای سطح اگاهی‌های سیاسی – اجتماعی مردم و سمت دهی آن به سوی وحدت عمل و تلاش برای مشارکت فعال و مؤثر در روند اداره امور.
- تلاش برای اجرائی نمودن بخش‌های اجرا نشده قانون اساسی، به عنوان بستری برای کاهش تنش‌ها و مشکلات و باز شن راه برای اصلاحات دمکراتیک دیگر.
- ارتباط مؤثر و مستمر با مسئولین مملکتی، برای تفهیم و تفاهم و مشاوره و تعامل.

لیکن، متأسفانه و به دلیل هراس از هر حرکت فعالین مدنی کردی، که ریشه درتجربه تنش‌ها و مشکلات گذشته داشت، ممانعت از فعالیت جبهه محسوس و ملموس بود. تا جاییکه حتی از برگزاری همایش نجات دریاچه مریوان که زحمت‌های زیاد علمی و تحقیقاتی برای آن کشیده شده بود، جلوگیری به عمل آمد. درخواست‌های کتبی از ریاست قوه قضائیه و وزیر کشور هم مانند درخواست‌های چند سال اخیر برای دیدارو مشاوره با مسئولان امنیتی، اطلاعاتی و کشوری، بی‌جواب ماند.
فشارهای وارده، در برهه‌های مختلف، موجب شد که برخی از اعضای جبهه در نامه‌ای انفرادی، تلویحاً جبهه را منحل نموده و اعلام نمایند تا صدور مجوز قانونی، هر فعالیتی ممنوع است.
این تصمیم غیر تشکیلاتی و مخالف درخواست دبیرکل جبهه به هنگام مرگ، و اساساً مخالف اساسنامه، مورد عدم پذیرش همه شوراهای استانی قرار گرفت و در جلسه شورای مرکزی، مورخ ۱۱ اردیبهشت ۱۳۸۸، شورای مرکزی با اکثریت قاطع، به ادامه حیات و فعالیت جبهه رأی داد. در این جلسه مسئولیت دبیرکل و سخنگوئی جبهه، به دکتر رحیم فرهمند واگذار گردید و شورائی ۶ نفره، مسئول هدایت و پیگیری فعالیت جبهه گردید.
این اقدام طبیعتاً موجب تشدید فشار هاشد. لیکن تعامل صبورانه اعضای جبهه و استدلال دلسوزانه آنها، مسئولین را به نیات ملی و مسئولانه جبهه واقف و متقاعد نموده و اجازه درخواست مجدد مجوز فعالیت داده شد. مدارک مجوز فعالیت متشکل از ۲۱ نفر از مؤسسین و فعالین جبهه در تاریخ ۸ دی ماه ۱۳۹۲ تحویل وزارت کشور گردیده و در انتظار بررسی و صدور به‌سر می‌برد.
جبهه متحد کرد نهادی است که با هدف‌های زیر بنیاد و نامگذاری شده است:
- ایجاد وحدت نظر و وحدت عمل در میان همه مردم کرد به عنوان یکی از مهم‌ترین علل ناکامی‌ها، در تأثیرگذاری مؤثر این بخش از مردم ایران، بر سرنوشت خود و کشور.
- جبهه متحد کرد، اوپوزیسیون نیست. بلکه نیروئی اجتماعی است که با بی عدالتی‌ها، تخلف‌های اجتماعی و قانونی وعدول از قانون اساسی و اهداف انقلاب بهمن ۵۷، به صورتی مسالمت‌آمیز و قانونی مبارزه می‌کند.
- جبهه متحد کرد بدیل هیچ حزب و نهاد فعال مدنی دیگری نیست و تلاش می‌کند که وحدت نظر ملی برای رشد و شکوفائی کل ایران فراهم گردد.
- جبهه متحد کرد وظیفه خود می‌داند که در جهت تقویت وحدت ملی و همزیستی مسالمت‌آمیز و بدون تنش با اقوام و ملیت‌های دیگر گام بردارد.
- جبهه متحد کرد، ایران را باغچه رنگارنگی می‌بیند که وجود فرهنگ‌های متفاوت و زیبا، طراوت و زیبائی آن را صد چندان کرده‌اند.
- جبهه متحد کرد خود را موظف به فعالیت در چهارچوب قوانین موجود و اجرای آن‌ها می‌بیند.

جبهه متحد کرد معتقد است که مردم ایران صاحبان این سرزمین اند و تعیین سیاست‌های کلی و مسیر مدیریت کشور در اختیار و صلاحیت آن‌ها است که به مدیران ومسئولین مملکتی که خود انتخاب می‌کنند، تفویض می‌گردد. جبهه معتقد است که نمایندگان مجلس ومسئولین مملکتی، خادم مردم و مأمور انجانم و اجرای منویات ملت‌اند. مسئولین کشور وظیفه دارند در مقابل مردم، پاسخگو باشند.
جبهه در چند سال گذشته، توانسته است افکار وایده‌ها وسیاست‌های خود ا در مسیر بیان معضلات مزمن وارائه راه حل‌های ممکن و متین برای حل مشکلات، به مردم و مسئولین ارائه داده وازهرطریق ممکن تلاش نموده است، پلی ارتباطی بین مردم و مسئولین باشد.
- انتشار " فراخوان جبهه به آشتی ملی " و لزوم رفع تنش‌های داخلی و بین‌المللی.
- تدوین مطالبات اولیه مردم به صورت" بیانیه ۱۰ ماده‌ای " و تأکید بر اجرای همه مواد قانون اساسی.
- گفتگو با کاندیداهای ریاست جمهوری بر سر اذعان و پذیرش مطالبات مردم و تعهد اجرانمودن آنان و مواد قانون اساسی.
- مشارکت در انتخابات و دعوت مردم به دادن رای مسئولانه و آگاهانه.
- ترویج و گسترش فرهنگ مدارا و بیان قانونمند و بدور از تنش خواسته‌ها و مطالبات،
- ارتباط و تعامل با مسئولین کشوری و انتقال خواسته‌ها و نیازهای مناطق محروم کشور و به ویژه مناطق کرد نشین.

از جمله اقدامات بارز و تأثیرگذار «جبهه» بوده است.
پذیرش صحت محتوا و مواد ده‌گانه تدوین شده از جانب جبهه متحد کرد، توسط دکترحسن روحانی، کاندیدای ریاست جمهوری و انتشار آن تحت عنوان «بیانیه شماره ۳ در مورد حقوق اقوام و مذاهب» منجر به تقویت اعتماد مردم، ایجاد شور انتخاباتی فراگیرو امید به تغییرو بهبود هرچه بیشتر فضای سیاسی – اجتماعی در کشور گردید. امری که به ریختن بیش از ۵/۵ میلیون رأی به نفع ایشان، به صندوق‌های رأی و قطعی نمودن پیروزی ایشان در دور اول انتخابات گردید.